# Przemysław Iwańczyk
Przemysław Konrad Iwańczyk (ur. 26 listopada 1977 w Łodzi) – polski dziennikarz prasowy, radiowy i telewizyjny oraz komentator sportowy.

## Życiorys
Iwańczyk pochodzi z Łodzi, gdzie ukończył XV Liceum Ogólnokształcące i gdzie w 1993 zadebiutował notką w „Expressie Ilustrowanym”. W 1994 rozpoczął współpracę z „Gazetą Wyborczą”, w ramach której był zarówno dziennikarzem sportowym, jak i reporterem miejskim, a do 2010 pełnił funkcję zastępcy szefa działu sportowego oraz pracował jako redaktor prowadzący programy w Sport.pl. W 2006 rozpoczął współpracę z Polsatem Sport i Polsat News, gdzie pracuje jako komentator oraz prezenter – prowadził autorski program „Atleci”, a także komentuje zawody sportowe, w tym mecze Ligi Mistrzów siatkarzy i siatkarek, rozgrywki piłkarskiej Ekstraklasy i Eredivisie, Diamentową Ligę, a także mecze rugby oraz prowadzi przedmeczowe studia, w tym m.in. podczas Euro 2016, rozgrywek piłkarskiej Ligi Mistrzów oraz meczów reprezentacji Polski w piłce nożnej. Jest również jednym z prowadzących magazyn piłkarski „Cafe Futbol”.
W 2011 rozpoczął pracę w Tok FM, a w 2014 zrezygnował z pracy w „Gazecie Wyborczej”. W ramach pracy w Radiu Tok FM prowadzi „Niedzielny Magazyn Radia TOK FM”, audycję „Przy niedzieli o sporcie” oraz współtworzy cykl „Życie w COVIDzie”.

## Nagrody
- Laureat konkursu Stop rasizmowi w sporcie (2015) zorganizowanym przez wicemarszałek Sejmu Elżbietę Radziszewską, Stowarzyszenie „Nigdy Więcej”, sejmową Komisję Kultury Fizycznej, Sportu i Turystyki, Polski Komitet Olimpijski, Rzecznika Praw Obywatelskich oraz Przedstawicielstwo Komisji Europejskiej w Polsce[10],
- II miejsce w XVI edycji konkursu Dziennikarz Medyczny Roku w kategorii radio (2021)[9].